# 暁 (アルバム)
『暁』（あかつき）は、ポルノグラフィティの12作目のオリジナルアルバム。2022年8月3日にSME Recordsよりリリースされた。

## 概要
前作『BUTTERFLY EFFECT』から約5年ぶりのリリースとなるオリジナルアルバム。2018年以降に発表されたシングル全6曲に、新たに書き下ろされた9曲を加えた全15曲が収録されている。
2022年4月26日配信のlove up! 会員限定番組『love up! の部屋 -続の宴-』にて本作のリリースと『18thライヴサーキット "暁"』の開催が発表され、配信終了後には正式発表とともに特設サイトが開設された。
アルバムタイトルの「暁」は、太陽が昇る前のほんのり淡く色づく時間帯を意味する。これは岡野昭仁の「希望のあるタイトルがいい」という意見から新藤晴一がひらめいた言葉だといい、岡野は「このアルバムを受け取った人が、暁のように明けていくんだなって思ってもらえたらいいなと」とコメントしている。また、本作には表題曲「暁」が収録されているが、アルバムに表題曲が収録されるのは1stアルバム『ロマンチスト・エゴイスト』以来である。
ジャケットとアーティスト写真に使用されている大きな光の輪は「暁」をイメージしたもので、ポルノグラフィティ Official YouTube Channelではアーティスト写真の撮影に密着したドキュメント映像が公開されている。

### Visual Album "暁"
『Visual Album "暁"』（ヴィジュアル・アルバム "あかつき"）は、本作に収録されている全15曲のミュージックビデオとショートフィルムで構成された映像作品である。
- クリエイティブ集団・kidzfrmnowhereの創設者であるYUANNを監督に迎え、世界各地のクリエーターと共に新曲9曲のMVを制作[17][18]。全15曲のMVがアルバムとは異なる曲順で並び、曲間にはストーリーを紡ぐショートフィルムが挟み込まれた作品となっている[19][20]。
- 同作は2022年8月6日・7日の2日間限定で全国91箇所の映画館にて上映され[21]、翌2023年にリリースされたライヴ映像作品『18thライヴサーキット "暁" Live at NIPPON BUDOKAN 2023』に特典映像として収録された[22]。

## リリース形態
初回生産限定盤A（CD+BD）、初回生産限定盤B（CD+DVD）、通常盤（CD）の3形態でのリリース。
初回生産限定盤の付属BD/DVDには、これまでライヴで一度も演奏したことがない約20曲の中から厳選した4曲のスタジオセッションライヴの模様を納めた『STUDIO SESSION 〜稀・ポルノグラフィティ〜』、本作収録の既発曲「ブレス」「Zombies are standing out」「フラワー」「テーマソング」のMVが収録されている。また、同限定盤・通常盤（初回仕様）の共通特典として『18thライヴサーキット "暁"』のチケット特別先行受付チラシが封入されている。

## 制作
本作では全15曲の作詞を新藤が担当している。その理由について、岡野は「たまたま既発曲のすべてを新藤が作詞していたので、（新曲も）その流れでいってみたらどうかっていう話になって」と語っている。これまで数多くの楽曲の作詞を手掛けてきた新藤であるが、全収録曲の作詞を手掛けるのは12作目のアルバムにして初の試みであり、新藤は「過去の自分の詞と被らないようにすることが今回は特に大変だった」と語っている。一方、「すべての作詞を任せてもらったぶん、全体のバランスは取りやすかった」とのことで、岡野も「コンセプトを持って作り上げたアルバムではないが、ひとつの大きなまとまりを感じさせてくれる仕上がりになった」「新藤の歌詞という大きな強みを5年ぶりのアルバムで打ち出せたのは、自分らにとっても非常に大きな意味のあったことだなと思う」と述べている。
本作では作曲に専念する形となった岡野は「アレンジャーが作ったトラックに自身がメロディを乗せていく」という新たなチャレンジに取り組んでいる。岡野はメロディを作る際にアレンジにかなり引っ張られるところがあり、アレンジを聴いたことでメロディがガラッと変わってしまうことが往々にしてあるという。そこで「先にアレンジされたオケがあれば、自分にとって新鮮なメロディが書けるのではないか？」という考えから、「暁」ではtasuku、「バトロワ・ゲームズ」ではトオミヨウとの共同作曲という形がとられている。tasuku、トオミヨウはポルノグラフィティと十数年の付き合いになるアレンジャーで、このチャレンジは彼らのポルノグラフィティの楽曲に対する理解度の深さや彼らに対するメンバーの信頼感によって出来たものであり、岡野は「すごく面白い経験になりました」と語っている。
昨今の「若者はギターソロをスキップする」という話題を受け、新藤は各アレンジャーに「世の中にこういう意見があるからギターソロはいらないんじゃないか」と直談判したが、「どのアレンジャーからも『ポルノは長い短い関わらずギターソロがないとダメ』と言われた」とのこと。

## プロモーション
本作のリリース時期には複数の音楽番組に出演（下表参照）。
8月14日にはスペースシャワーTVで『ポルノグラフィティ LIVE SELECTION』『ポルノグラフィティ LIVE SPECIAL -SWEET LOVE SHOWER 2017-』『ポルノグラフィティの「暁」夏休みツアー』『ポルノグラフィティ MUSIC VIDEO SPECIAL』の4番組による1DAYスペシャルプログラム『ポルノグラフィティDAY』が8時間にわたって放送された。また、全国のラジオ局では本作のリリースに際したコメントがでオンエアされ、8月7日にはFM802『802 BINTANG GARDEN』にゲスト出演した。
| 放送日  | 放送局           | 番組名                   | 演奏披露曲                       | 出典   |
| ------- | ---------------- | ------------------------ | -------------------------------- | ------ |
| 7月02日 | 日本テレビ系列   | THE MUSIC DAY 2022       | アゲハ蝶                         | [ 33 ] |
| 7月02日 | 日本テレビ系列   | THE MUSIC DAY 2022       | テーマソング                     | [ 33 ] |
| 7月26日 | NHK総合          | うたコン                 | ハネウマライダー                 | [ 34 ] |
| 7月26日 | NHK総合          | うたコン                 | 証言                             | [ 34 ] |
| 7月28日 | NHK総合          | SONGS                    | アポロ                           | [ 35 ] |
| 7月28日 | NHK総合          | SONGS                    | そらいろ                         | [ 35 ] |
| 7月28日 | NHK総合          | SONGS                    | 暁                               | [ 35 ] |
| 8月05日 | テレビ朝日系列   | ミュージックステーション | 暁                               | [ 36 ] |
| 8月05日 | テレビ朝日系列   | ミュージックステーション | メリッサ                         | [ 36 ] |
| 8月22日 | NHK BSプレミアム | The Covers               | TOKIO（カバー）                  | [ 37 ] |
| 8月22日 | NHK BSプレミアム | The Covers               | あなたに会えてよかった（カバー） | [ 37 ] |
| 8月22日 | NHK BSプレミアム | The Covers               | 暁                               | [ 37 ] |
| 9月05日 | TBS系列          | CDTVライブ!ライブ!       | サウダージ                       | [ 38 ] |
| 9月05日 | TBS系列          | CDTVライブ!ライブ!       | Zombies are standing out         | [ 38 ] |

本作のリリースを記念して、東急田園都市線・渋谷駅地下1階に位置する道玄坂ハッピーボードに『"NIPPONロマンスポルノ'19 〜神vs神〜"』『CYBERロマンスポルノ'20 〜REUNION〜』『17thライヴサーキット "続・ポルノグラフィティ"』のライヴ写真、本作の全収録曲の歌詞を掲載した大型ポスターボードが8月1日から8月7日まで掲出され、同じく渋谷の街頭ビジョンでYouTube Musicの映像広告が8月5日から8月11日まで放映された。この他、全国のCDショップ20店舗ではパネル展が8月2日から8月8日まで開催された。

## 収録曲
| 全作詞: 新藤晴一。 |                              |           |                      |                                        |      |
| #                  | タイトル                     | 作詞      | 作曲                 | 編曲                                   | 時間 |
| 1.                 | 「暁」                       | 新藤晴一  | 岡野昭仁, tasuku     | tasuku, PORNOGRAFFITTI                 | 4:10 |
| 2.                 | 「カメレオン・レンズ」       | 新藤晴一  | 新藤晴一             | 篤志, PORNOGRAFFITTI                   | 4:28 |
| 3.                 | 「テーマソング」             | 新藤晴一  | 岡野昭仁             | 立崎優介, 田中ユウスケ, PORNOGRAFFITTI | 3:54 |
| 4.                 | 「悪霊少女」                 | 新藤晴一  | 新藤晴一             | 江口亮, PORNOGRAFFITTI                 | 3:02 |
| 5.                 | 「Zombies are standing out」 | 新藤晴一  | 岡野昭仁             | tasuku, PORNOGRAFFITTI                 | 4:22 |
| 6.                 | 「ナンバー」                 | 新藤晴一  | 岡野昭仁             | トオミヨウ, PORNOGRAFFITTI             | 4:38 |
| 7.                 | 「バトロワ・ゲームズ」       | 新藤晴一  | 岡野昭仁, トオミヨウ | トオミヨウ, PORNOGRAFFITTI             | 2:48 |
| 8.                 | 「メビウス」                 | 新藤晴一  | 岡野昭仁             | tasuku, PORNOGRAFFITTI                 | 3:34 |
| 9.                 | 「You are my Queen」         | 新藤晴一  | 新藤晴一             | tasuku, PORNOGRAFFITTI                 | 3:21 |
| 10.                | 「フラワー」                 | 新藤晴一  | 岡野昭仁             | 篤志, PORNOGRAFFITTI                   | 5:21 |
| 11.                | 「ブレス」                   | 新藤晴一  | 岡野昭仁             | tasuku, PORNOGRAFFITTI                 | 5:10 |
| 12.                | 「クラウド」                 | 新藤晴一  | 新藤晴一             | 宗本康兵, PORNOGRAFFITTI               | 4:02 |
| 13.                | 「ジルダ」                   | 新藤晴一  | 岡野昭仁             | tasuku, PORNOGRAFFITTI                 | 4:46 |
| 14.                | 「証言」                     | 新藤晴一  | 岡野昭仁             | 江口亮, PORNOGRAFFITTI                 | 5:16 |
| 15.                | 「VS」                       | 新藤晴一  | 新藤晴一             | 近藤隆史, 田中ユウスケ, PORNOGRAFFITTI | 4:12 |
| 合計時間:          | 合計時間:                    | 合計時間: | 合計時間:            | 63:04                                  |      |

| #         | タイトル                                                            | 作詞  | 作曲・編曲 |
| --------- | ------------------------------------------------------------------- | ----- | ---------- |
| 1.        | 「Stand for one's wish」(STUDIO SESSION 〜稀・ポルノグラフィティ〜) |       |            |
| 2.        | 「むかいあわせ」(STUDIO SESSION 〜稀・ポルノグラフィティ〜)         |       |            |
| 3.        | 「オニオンスープ」(STUDIO SESSION 〜稀・ポルノグラフィティ〜)       |       |            |
| 4.        | 「サマーページ」(STUDIO SESSION 〜稀・ポルノグラフィティ〜)         |       |            |
| 5.        | 「ブレス」(Video Clips)                                             |       |            |
| 6.        | 「Zombies are standing out」(Video Clips)                           |       |            |
| 7.        | 「フラワー」(Video Clips)                                           |       |            |
| 8.        | 「テーマソング」(Video Clips)                                       |       |            |
| 合計時間: | 合計時間:                                                           | 45:04 |            |

## 楽曲解説
1. 暁
  - 本作の表題曲。
2. カメレオン・レンズ
  - 46thシングル。
3. テーマソング
  - 51stシングル。
4. 悪霊少女
5. Zombies are standing out
  - 48thシングル。
  - 本作で初のCD音源化。
6. ナンバー
  - 『17thライヴサーキット "続・ポルノグラフィティ"』では「ナンバー (仮)」として先行披露されており[44]、歌詞やアレンジを一部変更し、本作に収録された。
7. バトロワ・ゲームズ
8. メビウス
  - 『17thライヴサーキット "続・ポルノグラフィティ"』では「メビウス (仮)」として先行披露されており[44]、歌詞やアレンジを一部変更し、本作に収録された。
9. You are my Queen
10. フラワー
  - 49thシングル。
  - 本作で初のCD音源化。
11. ブレス
  - 47thシングル。
12. クラウド
13. ジルダ
14. 証言
15. VS
  - 50thシングル。

## Guest Musicians
1. 暁
  - Drums: 玉田豊夢
  - Bass: 山口寛雄
  - Strings: 門脇大輔ストリングス
  - Programming & All Other Instruments: tasuku
2. カメレオン・レンズ
3. テーマソング
4. 悪霊少女
  - Drums: 田中駿汰
  - Bass: 御供信弘
  - Apf: 友野美里
  - Strings: 徳永友美カルテット
  - Programming & All Other Instruments: 江口亮
5. Zombies are standing out
6. ナンバー
  - Drums: 玉田豊夢
  - Bass: 山口寛雄
  - Apf, Programming & All Other Instruments: トオミヨウ
  - Strings: 室屋光一郎ストリングス
7. バトロワ・ゲームズ
  - Programming & All Other Instruments: トオミヨウ
8. メビウス
  - Programming & All Other Instruments: tasuku
9. You are my Queen
  - Mandolin: 田代耕一郎
  - Strings: 門脇大輔ストリングス
  - Programming & Other Instruments: tasuku
10. フラワー
11. ブレス
12. クラウド
  - Drums: 柏倉隆史
  - Bass: 須藤優
  - Strings: 室屋光一郎ストリングス
  - Apf, Programming & All Other Instruments: 宗本康兵
13. ジルダ
  - Bass: 山口寛雄
  - Programming & Other Instruments: tasuku
14. 証言
  - Drums: 田中駿汰
  - Bass: 御供信弘
  - Apf: 友野美里
  - Strings: 徳永友美カルテット
  - Programming & All Other Instruments: 江口亮
15. VS

STUDIO SESSION 〜稀・ポルノグラフィティ〜
- Drums: 田中駿汰
- Bass: 山口寛雄
- Keyboards: 皆川真人
- Guitars: tasuku

## 収録作品
| タイトル                 | 収録作品 |
| ------------------------ | --- |
| 暁                       | ミュージックビデオ - ライヴ映像作品『18thライヴサーキット "暁" Live at NIPPON BUDOKAN 2023』 ライヴ映像 - ライヴ映像作品『18thライヴサーキット "暁" Live at NIPPON BUDOKAN 2023』 |
| カメレオン・レンズ       | →「 カメレオン・レンズ#収録作品 」を参照 |
| テーマソング             | →「 テーマソング (ポルノグラフィティの曲)#収録作品 」を参照 |
| 悪霊少女                 | ミュージックビデオ - ライヴ映像作品『18thライヴサーキット "暁" Live at NIPPON BUDOKAN 2023』 ライヴ映像 - ライヴ映像作品『18thライヴサーキット "暁" Live at NIPPON BUDOKAN 2023』 |
| Zombies are standing out | →「 Zombies are standing out#収録作品 」を参照 |
| ナンバー                 | ミュージックビデオ - ライヴ映像作品『18thライヴサーキット "暁" Live at NIPPON BUDOKAN 2023』 ライヴ映像 - ライヴ映像作品『17thライヴサーキット "続・ポルノグラフィティ" Live at TOKYO GARDEN THEATER 2021』 - ライヴ映像作品『18thライヴサーキット "暁" Live at NIPPON BUDOKAN 2023』 ライヴ音源 - ライヴ映像作品『17thライヴサーキット "続・ポルノグラフィティ" Live at TOKYO GARDEN THEATER 2021』 |
| バトロワ・ゲームズ       | ミュージックビデオ - ライヴ映像作品『18thライヴサーキット "暁" Live at NIPPON BUDOKAN 2023』 ライヴ映像 - ライヴ映像作品『18thライヴサーキット "暁" Live at NIPPON BUDOKAN 2023』 |
| メビウス                 | ミュージックビデオ - ライヴ映像作品『18thライヴサーキット "暁" Live at NIPPON BUDOKAN 2023』 ライヴ映像 - ライヴ映像作品『17thライヴサーキット "続・ポルノグラフィティ" Live at TOKYO GARDEN THEATER 2021』 - ライヴ映像作品『18thライヴサーキット "暁" Live at NIPPON BUDOKAN 2023』 ライヴ音源 - ライヴ映像作品『17thライヴサーキット "続・ポルノグラフィティ" Live at TOKYO GARDEN THEATER 2021』 |
| You are my Queen         | ミュージックビデオ - ライヴ映像作品『18thライヴサーキット "暁" Live at NIPPON BUDOKAN 2023』 |
| フラワー                 | →「 フラワー (ポルノグラフィティの曲)#収録作品 」を参照 |
| ブレス                   | →「 ブレス (ポルノグラフィティの曲)#収録作品 」を参照 |
| クラウド                 | ミュージックビデオ - ライヴ映像作品『18thライヴサーキット "暁" Live at NIPPON BUDOKAN 2023』 ライヴ映像 - ライヴ映像作品『18thライヴサーキット "暁" Live at NIPPON BUDOKAN 2023』 |
| ジルダ                   | ミュージックビデオ - ライヴ映像作品『18thライヴサーキット "暁" Live at NIPPON BUDOKAN 2023』 ライヴ映像 - ライヴ映像作品『18thライヴサーキット "暁" Live at NIPPON BUDOKAN 2023』 |
| 証言                     | ミュージックビデオ - ライヴ映像作品『18thライヴサーキット "暁" Live at NIPPON BUDOKAN 2023』 ライヴ映像 - ライヴ映像作品『18thライヴサーキット "暁" Live at NIPPON BUDOKAN 2023』 |
| VS                       | →「 VS (ポルノグラフィティの曲)#収録作品 」を参照 |